# Rubengera
Rubengera és una comunitat a Ruanda, part de la comuna de Mabanza. És la capital del districte de Karongi a la Província de l'Oest.
Rubengera es troba a les muntanyes de l'oest de Rwanda entre el llac Kivu i la divisòria que separa les conques del riu Congo a l'oest i el Nil.
Al voltant de 1880 el rei Kigeli Rwabugiri va crear una nova residència reial a Rubengera al seu retorn d'una expedició militar per l'actual Kivu del Nord. Va ser innovadors en una escala més gran que les residències anteriors. No obstant la seva situació remota, els membres de l'aristocràcia tutsi van ser atrets a la nova cort.
La cort incloïa graners per emmagatzemar aliments, en part per alimentar els membres de la cort, però en part per donar suport a subministrar menjar d'ajuda als pobres de la zona, sobretot abans de la propera collita.
En 1909 es va establir una missió protestant a Rubengera. En la Primera Guerra Mundial va ser un camp de presoners de guerra belgues capturats per l'exèrcit alemany; hi havia un hospital militar i la caserna general del comandant en cap de les tropes alemanyes a Rwanda, Max Wintgens.
En 1938 es va obrir una carretera que connectava Rubengera amb Kabgayi a l'est.
Aquesta és la base del camí que avui connecta la regió amb l'est.
Durant el genocidi de Ruanda, un 9 d'abril de 1994 milicians del districte de Rutsiro atacaren els tutsis a Mabanza. El 12 d'abril, dos-cents refugiats del presbiteri van ser evacuats per autobús l'Estadi de Futbol Gatwaro a Kibuye (Ruanda), on la majoria d'ells van ser assassinats.
Poc més del 10 per cent dels tutsi de Rubengera va sobreviure a la massacre.
El juliol de 2012 es va anunciar que l'Escola Secundària Tècnica Rubengera s'obriria el gener de 2013, oferint formació en matèria de fusteria i tecnologia. L'escola privada va ser iniciada per la germandat protestant "Abaja ba Kristo".